# Технологія pull
Технологія pull («тягнення») — це інтернет-протокол, у якому запит на отримання даних надходить від клієнта, а потім сервер відповідає на нього. Протилежною до неї є технологія push, коли сервер передає («штовхає») дані клієнтам.
Pull-запити даних складають основу мережевих обчислень, де багато клієнтів вимагають дані з централізованих серверів. Pull широко використовується в Інтернеті для запиту контексту сторінки HTTP з вебсайту.
Pull-систему можна ініціювати, роблячи кілька pull запитів за короткий проміжок часу. Наприклад, намагаючись отримати нові листи електронної пошти з сервера, клієнт може робити регулярні pull запити на нього кожні кілька хвилин. Для користувача така система є більш зручною, оскільки він отримує новий електронний лист майже в режимі реального часу. Проте недоліком такого зв'язку є серйозні навантаження як на сервер, так і на мережу, в якій відбувається обмін даними.

## Дивиться також
- Технологія push
- Клієнт-серверна модель
- Публікація-підписка